# 雁江区
雁江区是中国四川省资阳市所辖的一个市辖区。总面积1633平方公里，2002年人口105万人。

## 行政区划
雁江区下辖5个街道办事处、17个镇：
莲花街道、三贤祠街道、资溪街道、狮子山街道、宝莲街道、雁江镇、松涛镇、宝台镇、临江镇、保和镇、老君镇、中和镇、丹山镇、小院镇、堪嘉镇、伍隍镇、石岭镇、东峰镇、南津镇、丰裕镇、迎接镇、祥符镇和四川大堰劳动教养管理所。